# Guilherme Costa Machado Silveira
Guilherme Costa Machado Silveira (Rio de Janeiro, 31 marzo 1994) è un ex calciatore brasiliano, di ruolo centrocampista.

## Palmarès

### Club

#### Competizioni statali
- Taça Rio: 1

Vasco da Gama: 2017

### Nazionale
- Campionato sudamericano Under-17: 1

Ecuador 2011